# Calella de Palafrugell
Calella de Palafrugell és una població del municipi baix-empordanès de Palafrugell. El 2009 tenia 400 habitants.
No s'ha de confondre amb la ciutat del Maresme anomenada Calella.
La localitat és una de les poques de la Costa Brava que encara conserven l'encant que es respirava als pobles de la zona abans que hi arribés el turisme de masses (carrers estrets, cases emblanquinades de coberta inclinada de teula). Encara s'hi poden trobar alguns habitatges tradicionals de pescadors de dues plantes, tot i que actualment les tipologies d'habitatges són diverses, i van des dels unifamiliars fins als blocs d'apartaments. Ha tingut diferents formes de creixement que han donat lloc a diverses tipologies edificatòries: les cases de pescadors, situades a primera línia de mar, al voltant de cales o de camins; les finques agrícoles, on s'ha donat una altra forma de creixement per subdivisió de grans parcel·les, generalment cases aïllades; i les cases d'estiueig, d'ús temporal i tipologies diverses. L'antic poble de pescadors està situat en una costa rocosa, esquitxada de petites cales, al costat d'un altre nucli costaner i turístic: Llafranc.
A l'estiu, al Jardí Botànic de Cap Roig se celebra el festival musical Festival de Cap Roig i també el Cicle de Concerts d'estiu a l'església de Sant Pere, que organitza les Joventuts Musicals de Palafrugell. La trobada anual d'havaneres, que reuneix milers de persones a la platja del municipi, és un dels actes més coneguts.
Entre les platges de Calella de Palafrugell destaquen la platja del Canadell, la platja del Port Bo o la platja d'en Calau.

## Geografia

### Ubicació
Calella de Palafrugell és un dels nuclis costaners del municipi de Palafrugell, al Baix Empordà. El litoral és força accidentat i alberga petites cales, caps i puntes rocoses. Al nord limita amb el nucli de Llafranc, també al terme de Palafrugell, i, al sud, amb les platges del municipi de Mont-ras. A l'extrem sud es troba l'Espai Natural Protegit de Castell-Cap Roig, un paratge de gran bellesa situat sobre un cap rocós de color vermellós.
| Palafrugell i Mont-ras | Llafranc |     |
|                        |          |     |
|                        |          | Mar |

### Clima
El clima de Palafrugell, mediterrani litoral, es caracteritza per unes temperatures suaus al llarg de l'any, moderades per la proximitat del mar. Les precipitacions anuals se situen al voltant dels 410 mil·límetres. Els mesos d'estiu són calorosos i amb xafogor nocturna.

### Fauna
Si ens fixem en la fauna, aquest massís constitueix un bon exponent típic de les comunitats mediterrànies septentrionals, ben diferenciades de les que es troben per sobre la conca del riu Llobregat d'Empordà. Pel que fa a la fauna ornitològica, s'hi pot trobar espècies com el tallarol emmascarat (Sylvia hortensis), l'enganyapastors (Caprimulgus europaeus), el mussol banyut (Asio otus) o el picot garser petit (Dendrocopos minor). Els mamífers hi compten amb alguns elements: rata d'aigua (Arvicola sapidus), la mostela (Mustela nivalis) i, fins i tot, el turó (Mustela putorius), així com el ratpenat gros de ferradura (Rhinolopus ferrum-equinum). És molt interessant la fauna íctica dels petits cursos, per comptar amb la presència de l'espinós (Gasterosteus aculeatus), espècie que es troba en perill a Catalunya i amb altres espècies com el barb de muntanya (Barbus meridionalis) i la bagra (Leuciscus cephalus). S'hi troben algunes espècie singulars de la fauna lepidopterològica (Larentia malvata, Euphydrias Aurina), heteròpters (Aradus flavicornis) i coleòpters - cerambícids (Lucanus cervus). També és interessant remarcar el cranc de riu europeu (Austropotamobius pallipes).

### Flora
El paisatge que predomina al massís de les Gavarres i al Cap Roig es caracteritza per les brolles calcífugues de brucs i estepes (Cisto-Lavanduletea) amb un estrat superior de sureres (Quercus suber) i pins: pi pinyer (Pinus pinea), pi pinastre (Pinus pinaster) i pi blanc (Pinus halepensis). En aquestes terres es localitzen els boscos de pinastre més importants de Catalunya. Cal remarcar el contrast que ofereix la vegetació de les fondalades i obacs humits ocupats per paisatges eurosiberians com les vernedes (Lamio-Alnetum), les avellanoses (Polysticho-Coryletum) o les castanyedes, amb la resta del territori predominantment mediterrani. L'obaga baixa del vessant de la Selva, més humida, es caracteritza per la presència d'alguns fragments de roureda de roure martinenc (Quercetum pubescens). La presència d'espècies termòfiles i típicament mediterrànies com l'estepa del làdan (Cistus ladaniferus), molt rares a la resta del país, determina una particular singularitat florística en aquest Espai. Altres elements botànics interessants dins l'EN són Osmunda regalis, Iberis linifolia, Genista linifolia, Galium scabrum, carex grioletti, Spiranthes aestivalis i Arisarum vulgare.

## Història

### Època romana
Al segle ii aC, amb l'arribada dels romans a Empúries, el poblat de Sant Sebastià va viure un lent i progressiu abandonament en favor del nucli de Llafranc, ocupat de manera permanent fins al segle iv. La localitat de Llafranc es va convertir en època romana en un destacat centre de producció de vi i de terrissa. Des del seu port sortien àmfores per emmagatzemar vi, materials de construcció, ceràmica de cuina i vaixella, a més del vi cultivat en el seu rerepaís, on s'han localitzat més d'una desena de vil·les romanes. Aquest petit comerç va fer créixer la demografia de la zona i es va estendre pel que actualment coneixem com a Calella.
La primera documentació que es té del nucli urbà de Calella de Palafrugell és del capbreu del monestir de Santa Anna de 1339-1345, on també apareix referenciat Llafranc.

### Edat mitjana
Damunt el cap de Sant Sebastià, s'erigeix la més antiga de totes. La torre, que porta el nom del copatró de la vila, va ser començada el 1441 i a la planta baixa hi havia una capella dedicada al màrtir. Al segle xviii es va construir el santuari de Sant Sebastià i es va incorporar a la torre ermita una nova església i també una hostatgeria que va rebre pelegrins d'arreu del país.

### Època moderna i contemporània
Del segle xv al XVIII, quan el perill provenia del mar, de les naus pirates i corsàries al servei de l'Imperi Otomà que tenien base a Alger, es va construir una extensa i efectiva xarxa defensiva. El municipi conserva un ric patrimoni d’aquesta època en forma de torres de vigilància i de defensa annexes a masies. Encara avui una quinzena de torres remodelades s'aixequen dins del nucli urbà, Mont-ras, Calella i les planes d'Ermedàs i Santa Margarida.
L'origen de Calella com a nucli habitat se situa a mitjans del segle xviii. Anteriorment era un territori desert, potser amb alguna casa o barraca aïllada. Quan les incursions dels pirates varen començar a remetre, els pescadors de Palafrugell s'instal·laren a la costa. El primer document on apareix un rastre de residència fixa a Calella és de 1746.

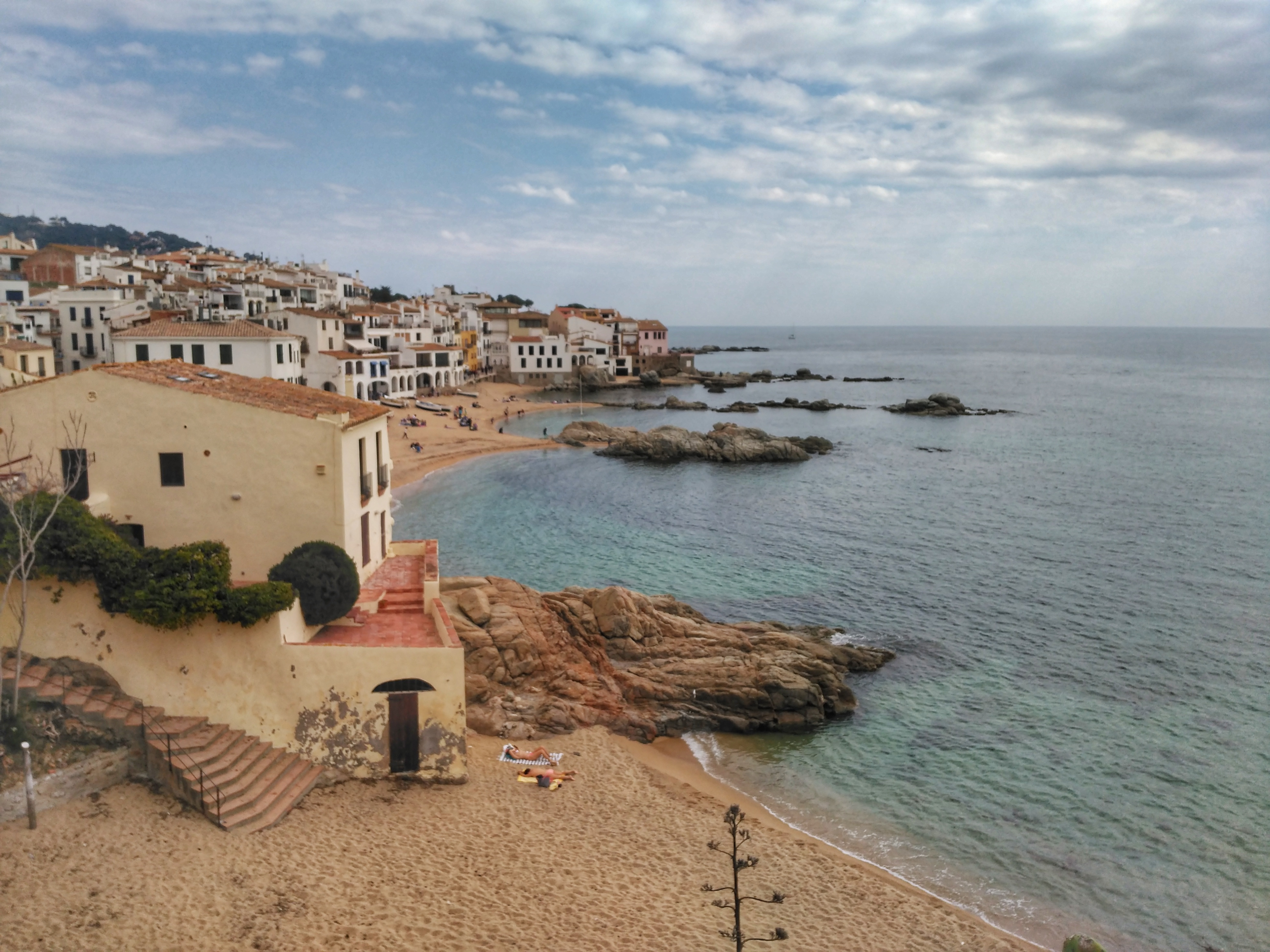
Platges de Calella de Palafrugell

El port de Calella, que arribà a disposar d'un duaner propi, tingué la seva importància durant l'esplendor de la indústria surera, ja que molt suro de les indústries palafrugellenques s'exportava per mar, a més d'altres productes. Les Voltes antigues daten d'aquest període. Calella de Palafrugell era el port d'entrada i sortida de productes de Palafrugell i de la zona de la Bisbal d'Empordà. A través seu, a principis del segle xix, s'exportaven productes agrícoles (blat, farina, faves i fesols), corall, vi i, sobretot, taps. L'any 1823, en només quatre mesos, sortiren amb diverses destinacions 274 bales i balots amb gairebé 2,4 milions de taps. Aquest moviment feia necessària la presència d'un duaner, una figura que es va mantenir fins a principis del segle xx. L'època de prosperitat estava acabant quan es va bastir l'església, acabada al 1887, i l'escola, construïda un any després a expenses dels veïns del poble. A mesura que s'incrementà la mida dels vaixells, un fenomen relacionat amb la introducció del vapor, el transport marítim es va anar concentrant en els ports més grans, principalment Palamós —on connectava el tren petit— i Sant Feliu de Guíxols. Les 727 tones de moviment de mercaderies de l'any 1860 es convertiren en 2,5 l'any 1894 i en 0,3 el 1912.
A finals del segle xix, els palafrugellencs havien adoptat el costum europeu dels banys de mar. Les classes populars es desplaçaven sovint els diumenges a Calella i la burgesia hi edificà les cases del Canadell o de la Barandilla per passar-hi els estius. Abans de la guerra civil ja existien a Calella tres hotels, la qual cosa prova que hi havia una clientela fixa d'estiuejants, encara que poc nombrosa i bàsicament del país. Calella era llavors un poble més aviat pobre on la majoria dels seus habitants subsistia gràcies a la pesca i als seus horts.
El turisme estranger féu la seva aparició als anys 50 del segle passat i es desenvolupà de manera espectacular durant els anys seixanta. La seva arribada va canviar la vida dels calellencs, que abandonaren la pesca, ja força tocada per l'aparició de barques a motor que no encaixaven un port tan petit, i es dedicaren al turisme. El pescador calellenc pogué llogar habitacions, vendre la seva caseta de primera línia de mar i construir-se dos habitatges amb els beneficis.
A diferència de tantes localitats de la nostra costa, el nucli antic del poble es va mantenir gairebé intacte a l'època de la febre urbanitzadora. Les urbanitzacions es van estendre cap als afores i l'alçada de les noves edificacions va ser limitada, amb la qual cosa Calella, tot i el seu evident creixement, ha pogut mantenir un encant de poble mariner.

## Economia

### Sector surer
La indústria surera al municipi dona ocupació a unes 200 persones de manera directa, de qualificació mitjana-alta degut a la tecnologia emprada en el procés productiu i el nivell de controls físics i químics que es realitzen a la compra de la matèria primera, durant la fabricació i abans de l'expedició dels productes acabats. S'ha de tenir en compte que les empreses sureres són un instrument de promoció del municipi; és constant el flux de clients de diferents països que les visiten i tenen l'oportunitat de conèixer els entorns del municipi. També en els embalatges dels taps i altres productes de suro hi consta Palafrugell i Calella de Palafrugell com el lloc d'origen del producte.

### Sector turístic
El turisme de la Costa Brava és una de les fonts més grans, juntament amb el de la capital (Barcelona) i la Costa Daurada, de turisme a Catalunya. La població a l'estiu es triplica assolint milers de turistes estrangers, majoritàriament francesos, belgues, anglesos i russos, i propietaris de segones residències.